# Ист Килбрайд
Ѝст Килбра̀йд (на английски: East Kilbride, на английски се изговаря по-близко до Ѝйст Килбра̀йд, на шотландски келтски Cille Bhrìghde an Ear) е град в южната част на Шотландия, област Южен Ланаркшър. През 2016 г. населението му е 75 120 души и с това е шестият по големина град в Шотландия. Ист Килбрайд е разположен на 15 km южно от Глазгоу и 8 km западно от Хамилтън.

## История
Районът около Ист Килбрайд е населяван от хора още в праисторически времена. Открити са и находки на римски монети. Дълго време той остава само едно малко село като в началото на 20 век наброява едва 900 души. Причината за разширяването му е близостта му до най-големия град в страната – Глазгоу.

## Забележителности
Като се има предвид малката история на града в днешно време днес там са построени модерни къщи, а стари такива рядко могат да се видят. В центъра е построен търговски комплекс познат като The Town Centre – най-големият в Шотландия и десети по големина в Европа. Този комплекс се състои от шест единични мола: The Plaza (от 1972), Princess Mall (1984), Olympia (1988), Southgate (1989), Princes Square (1997) и Centre West (2003). С течение на времето центърът се е сдобил с допълнителни построения. С цел да стане и културен център там е построен театър с 1000 места, конферентна зала за 500 души и музей.

## Спорт
Ист Килбрайд е известен със своя ръгби отбор, чийто стадион се намира в Calderglen Country Park.

## Външни прапратки
- Снимки от Ист Килбрайд
- Пазарен център на Ист Килбрайд
- Бизнес и общност
- Общински и местни събития Архив на оригинала от 2007-09-12 в Wayback Machine.

|  | Тази страница частично или изцяло представлява превод на страницата East Kilbride в Уикипедия на немски. Оригиналният текст, както и този превод, са защитени от Лиценза „Криейтив Комънс – Признание – Споделяне на споделеното“, а за съдържание, създадено преди юни 2009 година – от Лиценза за свободна документация на ГНУ. Прегледайте историята на редакциите на оригиналната страница, както и на преводната страница, за да видите списъка на съавторите. ВАЖНО: Този шаблон се отнася единствено до авторските права върху съдържанието на статията. Добавянето му не отменя изискването да се посочват конкретни източници на твърденията, които да бъдат благонадеждни. |